# Elisabeth Jeske
Elisabeth Jeske (* 8. August 1921 in Berlin; † 2002) war eine deutsche Mosaikkünstlerin. Sie gehörte zu den letzten großen zeitgenössischen Fachleuten auf diesem Gebiet.

## Leben und Werk
Elisabeth Jeske besuchte die Grundschule in Eichwalde und in Schulzendorf und machte danach bis 1941 eine kaufmännisch-technische Ausbildung. Von 1941 bis 1945 arbeitete sie in Berlin als Angestellte in der bedeutenden Mosaik- und Glasmalereiwerkstatt von Puhl & Wagner. Sie führte die „Ofenbücher“, die Rezeptanweisungen, nach denen die Glasschmelzen gemischt werden. Hier lernte sie den künstlerischen Leiter der Firma, Heinrich Jungebloedt, kennen.
Dieser gründet nach dem Ende des Zweiten Weltkriegs 1945 im Haus ihrer Eltern in Schulzendorf die Werkstatt „Heinrich Jungebloedt Mosaike“. Bei Jungebloedt absolvierte Elisabeth Jeske von 1946 bis 1949 eine Lehre im Mosaik-Kunst-Handwerk. Sie sagte: „Alles, was ich vom Mosaik weiß, weiß ich von Herrn Jungebloedt“. Zu ihren ersten eigenen Arbeiten gehörten Untersetzer, Tabletts und Tischplatten für private Kunden.
Ab 1954 machte Elisabeth Jeske in Berlin ein Fernstudium an der damaligen Meisterschule für das Kunsthandwerk (in der Folgezeit mehrfach umbenannt). 1960 erwarb sie den Meistertitel für das Platten- und Fliesenlegerhandwerk, dessen Anerkennung sie nach der deutschen Wiedervereinigung neu beantragen musste.
Mit Jungebloed arbeitete Elisabeth Jeske bis zu dessen Ableben 1976 in Schulzendorf zusammen. Danach führte sie die Werkstatt allein weiter, seit der deutschen Wiedervereinigung mit ihrem Schüler Helmut Mencke (1944–2018).
Mit Jungebloedt schuf Elisabeth Jeske vor allem als Auftragsarbeiten baugebundene Werke für öffentliche Bauten in der DDR, darunter 1950/1951 in Berlin im Sitz der Kammer der Technik der DDR (heute Teil des Jakob-Kaiser-Hauses des Deutschen Bundestags) das Wandmosaik Wer leuchten will, muß selber brennen von Charles Crodel. Mosaikarbeiten erfolgten u. a. auch im Gebäude des Staatsrats der DDR, im Gästehaus der DDR-Regierung in Wandlitz, im Berliner Roten Rathaus, in der Sowjetischen Botschaft in Berlin, im Sportforum Hohenschönhausen, im Paul-Gerhard-Haus Mittenwalde, in Kindergärten in Schulzendorf und Schwedt und in der Schule von Eichwalde. Im Rathaus Eisenhüttenstadt schufen sie 1958 nach einem Entwurf Walter Womackas das Mosaik-Wandbild „Unser neues Leben“.
Ein Arbeitsschwerpunkt war die Restaurierung bedeutender Mosaiken. 1951 restaurierten sie die Ravenna-Kuppel des Bode-Museums. Elisabeth Jeske restaurierte das Hephaistion-Mosaik im Pergamonmuseum, von 1981 bis 1986 in der Antikensammlung Berlin Mosaiken aus Jordanien/Kilikien und ab 1987 Mosaiken im Berliner Dom. Der damalige Dombaumeister Rüdiger Hoth würdigte sie: „Elisabeth Jeske ist es zu verdanken, dass die am Berliner Dom nach dem zweiten Weltkrieg noch vorhandenen und stark beschädigten Mosaikgemälde qualitätsvoll restauriert worden. Ihre Erfahrungen und das große künstlerische Einfühlungsvermögen ließen bereits verloren geglaubte Bilder wiedererstehen.“
Am Berliner Café Moskau restaurierte Elisabeth Jeske das 9 × 15 Meter große Mosaik Aus dem Leben der Völker der Sowjetunion von Bert Heller.
Ihre letzte Arbeit am Eingangsportal des Schleswiger Doms, konnte sie nicht mehr vollenden. Sie wurde von Menke abgeschlossen.
1996 publizierte Elisabeth Jeske im Eigenverlag Gedanken zum Mosaik, die sie mit Jungebloedt 1972 geschrieben hatte.
Die Berliner Restauratorin Joana Pomm übernahm 2018 den Nachlass historischer Mosaikmaterialien aus der Werkstatt. Weitere Teil des Nachlasses befinden sich im Brandenburgischen Landeshauptarchiv, eine Mappe mit div. Unterlagen Elisabeth Jeskes In der Museums- und Kunstbibliothek Köln.

## Mitgliedschaften
- 1968 bis 1990: Verband Bildender Künstler der DDR. Die Aufnahme in den Verband wurde u. a. von Lothar Zitzmann ausdrücklich befürwortet.
- ab 1991: Verband Brandenburgischer Bildender Künstler e. V.

## Ehrungen
- 1996: Verdienstmedaille des Verdienstordens der Bundesrepublik Deutschland
- 2000: Ehrenbürgerschaft von Schulzendorf

## Ausstellungen (mutmaßlich unvollständig)

### Einzelausstellungen
- 1985 und 1986: Berlin
- postum 2022: Schulzendorf, Patronatskirche

### Ausstellungsbeteiligungen
- 1976: Cottbus, Bezirkskunstausstellung
- 1986: Berlin, Ausstellungszentrum am Fernsehturm („Berliner Atelier 1986. Kunsthandwerker, Formgestalter.“)
- 1989: Potsdam, Bezirkskunstausstellung